# Martinique Challenger 1987
Il Martinique Challenger 1987 è stato un torneo di tennis facente parte della categoria ATP Challenger Series nell'ambito dell'ATP Challenger Series 1987. Il torneo si è giocato in Martinica dal 6 al 12 aprile 1987 su campi in cemento.

## Vincitori

### Singolare
Peter Doohan ha battuto in finale  Todd Nelson con il punteggio di 6–3, 6–2

### Doppio
Morten Christensen /  Lars-Anders Wahlgren hanno battuto in finale  Jeremy Bates /  Nick Fulwood con il punteggio di 7–6, 6–3